# Émerainville
Émerainville is een gemeente in het Franse departement Seine-et-Marne (regio Île-de-France) en telt 6993 inwoners (2004). De plaats maakt deel uit van het arrondissement Torcy en is een van de 26 gemeenten van de nieuwe stad Marne-la-Vallée.

## Geografie
De oppervlakte van Émerainville bedraagt 5,5 km², de bevolkingsdichtheid is 1271,5 inwoners per km².
De onderstaande kaart toont de ligging van Émerainville met de belangrijkste infrastructuur en aangrenzende gemeenten.

## Demografie
Onderstaande figuur toont het verloop van het inwonertal (bron: INSEE-tellingen).